# Thamnophilus schistaceus
El batará alillano (Thamnophilus schistaceus), también denominado batará apizarrado (en Bolivia) batará pizarra (en Colombia), choca apizarrada o batará de ala llana (en Perú),   es una especie de ave paseriforme de la familia Thamnophilidae perteneciente al numeroso género Thamnophilus. Habita en la región amazónica de América del Sur.

## Distribución y hábitat
Se distribuye por la cuenca amazónica, desde la base de los Andes del sureste de Colombia, este de Ecuador, este de Perú y norte de Bolivia, hasta el centro sur de la Amazonia en Brasil (al sur del río Amazonas).
Esta especie es considerada común en sus hábitats naturales: los estratos bajo y medio de selvas húmedas tropicales y subtropicales y también inundables, hasta los 1300 m de altitud a lo largo de la base de los Andes.

## Descripción
Mide entre 13 y 14 cm de longitud y pesa entre 19 y 21 g. El iris es pardo rojizo a rojo. El macho es gris pizarroso uniforme en la mayor parte de su zona, ligeramente más pálido por abajo. En el sureste de Colombia, este de Ecuador y noreste del Perú presenta una corona negra bastante constrastante. La hembra es pardo olivácea por arriba con corona rufa y face grisácea. Por abajo es pardo amarillenta olivácea.

## Comportamiento
Anda en parejas que hurgan en la vegetación enmarañada baja y media; de alguna forma son letárgicos y a menudo permiten bastante aproximación.

### Alimentación
Generalmente buscan alimento independientemente de bandadas mixtas.

### Vocalización
El canto es frecuente y oído de lejos (inclusive al mediodía): una serie rápida de notas nasales, «anh-anh-anh-anh-anh-anh-anh-anhanh» con una distintiva nota final doble más baja; la hembra puede repicar con una versión más alta y más corta. El número de notas y la velocidad de la emisión pueden variar. Principalmente el macho también da un lento «arr...arr...arr...» con el efecto de un ladrido que recuerda al halcón montés agavilanado (Micrastur ruficollis).

## Sistemática

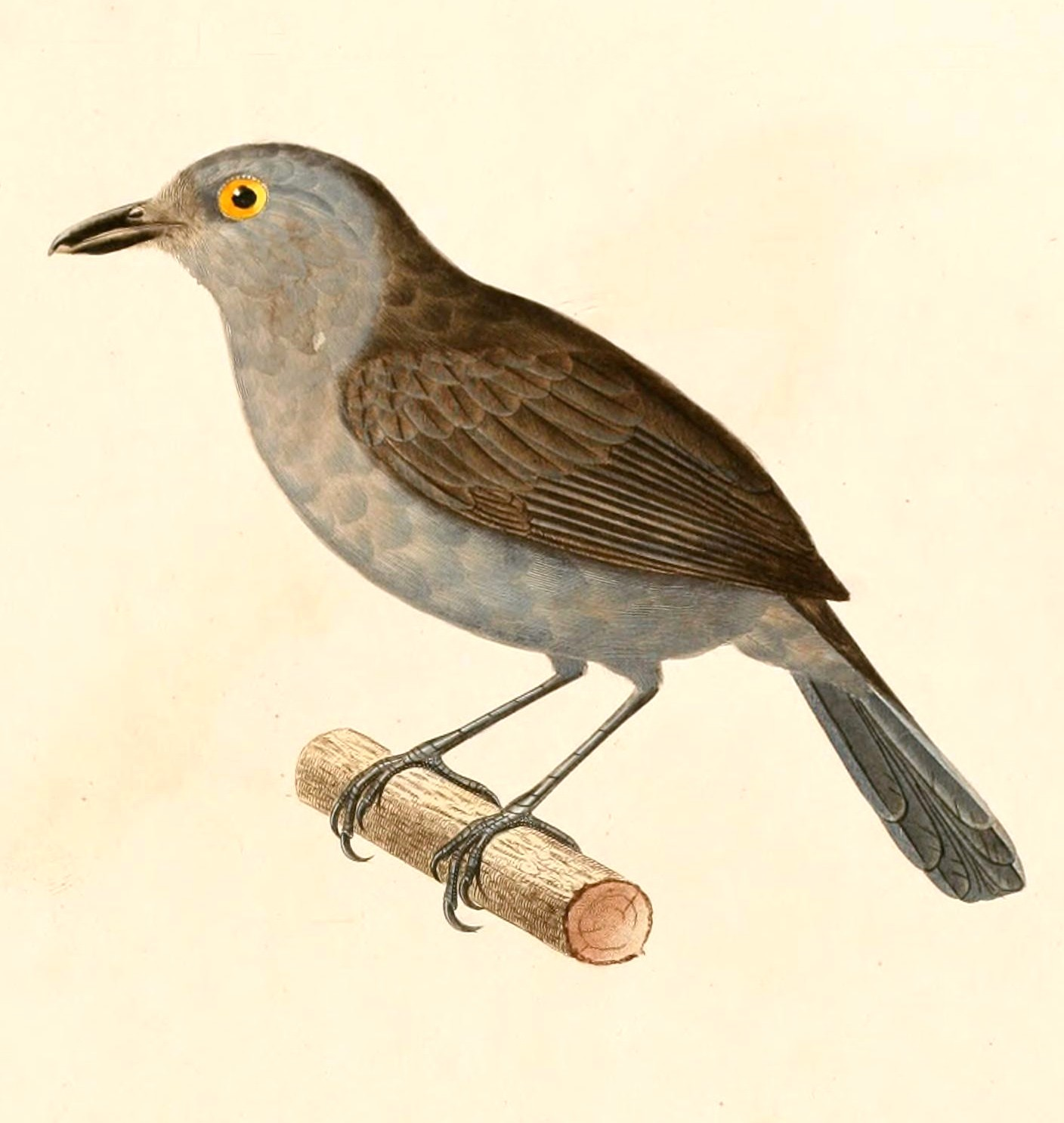
Thamnophilus schistaceus (hembra); ilustración para Voyage dans l'Amérique méridionale de Alcide d'Orbigny, 1847.

### Descripción original
La especie T. schistaceus fue descrita por primera vez por el naturalista francés Alcide d'Orbigny en 1837 bajo el mismo nombre científico; la localidad tipo es: «Cochabamba, Bolivia».

### Etimología
El nombre genérico «Thamnophilus» se compone de las palabras del griego «thamnos»: arbusto y «philos»: amante; «amante de arbustos»; y el nombre de la especie «schistaceus», proviene del latín «schistaceus»: gris pizarra.

### Taxonomía
Está próximamente relacionada con Thamnophilus murinus. Las subespecies propuestas dubius (del este de Perú), que representa un plumaje intermediario en un amplio cline, e inornatus (del centro de Brasil), que representa el fin de un cline y que cruza ampliamente con la nominal, son consideradas sinónimos de la subespecie nominal. La subespecie heterogynus puede ser considerada una especie distinta, pero los datos son insuficientes.

### Subespecies
Según la clasificación del Congreso Ornitológico Internacional (IOC) (Versión 7.2, 2017) y Clements Checklist v.2016, se reconocen tres subespecies, con su correspondiente distribución geográfica:
- Thamnophilus schistaceus heterogynus (Hellmayr, 1907) - extremo este de Colombia (este de Vaupés, presumiblemente esta subespecie) y centro oeste de la Amazonia en Brasil (bajo Río Japurá, medio Río Jaú, y ambas orillas del Solimões desde el Juruá y bajo y medio Purús hasta el Madeira).
- Thamnophilus schistaceus capitalis P. L. Sclater, 1858 - sureste de Colombia (base este de los Andes al sur desde Meta), este de Ecuador y noreste del Perú (al norte de los ríos Marañón y Amazonas).
- Thamnophilus schistaceus schistaceus d’Orbigny, 1837 - centro este y sureste del Perú (al sur de los ríos Marañón y Amazonas),  sur de la Amazonia brasileña (sur del bajo Jurúa y medio Purús, y al este desde el Madeira hasta el Tocantins, al sur hasta Acre, Rondônia, norte y oeste de Mato Grosso y sur de Pará) y norte de Bolivia (hacia el sur hasta el centro de Santa Cruz).